# 朱成鍨
襄垣王朱成鍨（1475年—1566年），號西軒，明朝第四位也是最后一位襄垣王，襄垣安惠王朱仕坯之子，明太祖玄孙。朱成鍨死后，因为朱仕坯的王位被揭发系冒封而得，襄垣国被取消，朱成鍨也因而没有得到谥号。

## 生平

### 袭封郡王
朱成鍨并非朱仕坯长子，却是嫡长子。朱仕坯在兄长襄垣王朱仕㙺被废后，一直以镇国将军身份管理襄垣王府事，曾试图袭封襄垣王，但因礼部认为并无郡王犯罪革爵后由弟弟袭封的事例而不果。当时宗室多违例申请冒封，朱仕坯已经年老，朱成鍨凶狡多谋，因此也起了心思，百般活动想让父亲袭封，乃至贿赂礼部尚书严嵩。嘉靖十八年（1539年）二月，朱仕坯得以续封为襄垣王，未受册封即去世，朱成鍨袭封。十九年（1540年）七月，因朱成鍨请求，朱成鍨的嫡母夫人即朱仕坯遗孀张氏受封为王妃。二十年（1541年）十二月，隆平侯张伟等为正使、翰林院编修赵贞吉等为副使，持节册封辅国将军朱成鍨为襄垣王。
嘉靖二十五年（1546年）五月，朱成鍨奏称父亲既然已经袭王，弟弟輔國將軍朱成䥍等也应该按例进封，礼部同意按郡王之子加封朱成䥍等为镇国将军，明世宗同意。
先前朱仕坯的三哥朱仕堲被送代王治所大同居住，不许返回蒲州襄垣王府，也因而失去管王府事的资格。嘉靖三十年（1551年），朱成鍨上疏朝廷称蒲州远离大同，为宗室赐名的敕书经由大同转颁过于不便，请求朝廷将敕书直接发往蒲州。七月，代王朱廷埼意识到朱成鍨意在与他争夺对在大同繁衍的朱仕堲后裔的管理权，上奏反对，更揭发朱成鍨的爵位得自朱仕坯冒封。但因朱廷埼将“赐名敕书”写成“御名敕书”触怒了世宗，该奏章被搁置。

### 身后国除
朱成鍨的长子朱聰瀺、长孙朱俊渠都在其之前去世，故其曾孙朱充煌被册封为曾长孙作为继承人。嘉靖四十五年（1566年），朱成鍨去世。五月，朱充煌受命摄理府事，但襄垣王府宗室镇国中尉朱俊橇、山阴王朱俊柵再揭发朱仕坯冒封。十二月，朝廷调查，隆庆三年（1569年）二月，不许朱充煌袭封，且没有按郡王曾孙封其为奉国将军，而是仍按朱成鍨袭封前为辅国将军的标准，改封朱充煌为辅国中尉管理府事，也没有给朱成鍨赐谥号。襄垣国再次除国且再未恢復。因冒封查实，万历元年（1573年）九月，朱仕坯、朱成鍨子女的爵号由郡王子女分别降级为镇国将军子女、辅国将军子女。
明朝史学家王世贞《弇山堂别集·盛事述五》“亲王高寿”载朱成鍨享年九十二岁，为明朝王爵中最长寿者，其次即享年九十一岁的其父朱仕坯。后来这一纪录被享年九十三岁的会昌王朱弼楝打破。

## 分歧记载
《明史·诸王世表二》载：“成鍨，安惠嫡一子，成化二十一年袭封。隆庆二年薨”，似指其在位长达84年，但与《明实录》矛盾，亦不符合《皇明祖训·职制》对嗣封藩王最少十岁的规定，《明史》对其父朱仕坯的生平记载亦与实录出入很大，故不取。

## 家庭
- 第一子：襄垣長子朱聰瀺，號首峯，性聰穎，賦詩綴文不假思索，多有警語。有□金陵及山行諸詩[1]
  - 第一子：襄垣長孫朱俊渠[9]
    - 第一子：襄垣曾長孫朱充煌[9]

  - 第二子：輔國將軍朱俊㰙，性聰穎，讀書過目不忘，四部諸書每有所得則發於詩詞，與縉紳交游每限韻分題，速若懸河，古雅清新。著有《巢松堂稿》，英年早逝[1]